# مقاطعة برخوار
مقاطعة برخوار (بالفارسية: شهرستان برخوار) هي مقاطعة تقع في إيران في أصفهان. يقدر عدد سكانها بـ 95,389 نسمة .